# جورج الفار
جورج الفار (مواليد 1958 في مأدبا، الأردن) هو كاتب أردني، وهو عضو رابطة الكتّاب الأردنيين والجمعية الفلسفية الأردنية والجمعية الفلسفية العربية. عمل مديرًا لمدارس البطريركية اللاتينية بمادبا، ومدرّسًا لمادة اللاهوت في جامعة بيت لحم فرع عمّان، ثم عمل بتدريس الفلسفة في الجامعة الأردنية.

## دراسته
أنهى دراسة الثانوية العامة عام 1976، وحصل على شهادة البكالوريوس في الفلسفة من جامعة لاتران في روما بإيطاليا عام 1979، وشهادة البكالوريوس في اللاهوت من الجامعة ذاتها عام 1982. حصل بعد ذلك على شهادة الدبلوم العالي في الفلسفة العربية الإسلامية من الجامعة اليسوعية في لبنان عام 1986. كما حصل على شهادتي الماجستير والدكتوراه في اللاهوت من جامعة لاتران عام 1992، وشهادة الماجستير في الفلسفة من جامعة كليرمونت بالولايات المتحدة عام 2005، ثم شهادة الدكتوراه في الفلسفة من جامعة الروح القدس في لبنان عام 2009.

## حياته
في أغسطس 2008، قرر إنهاء عمله كرجل دين لدى الكنيسة الكاثوليكية بعد 26 عامًا من الخدمة، سبقتها 11 عامًا من التحضير. ترك الفار الكهنوت وتزوج، وتحول من رجل ديني مسيحي ورجل لاهوت إلى رجل فكر وفلسفة، وتحدث كثيرًا عن المعاناة التي عاشها في سبيل تحرير عقله ونفسه من أغلال الكنيسة للانطلاق في عالم الفكر على حد قوله. وذكر أن ما جعله يترك الكهنوت وحياته كرجل دين هو قرار فكري عقلي مستقل، فالمواجهة كانت مواجهة بين فكرتين بين اللاهوت والفلسفة، وبين رجل يريد أن يكمل حياته كرجل دين أو بين رجل يريد أن يكمل حياته كمفكر وكفيلسوف، فترك الكهنوت بناء على هذا القرار الفكري. وفي حياته الجديدة فهو أستاذ جامعي ومفكر وفيلسوف.

## مؤلفاته
- «حديقة راهب» (سيرة ذاتية)، 2001[6]
- «عاريًا أمام الحقيقة» (كتاب فكري وفلسفي)، 2009[7]
- «بهاء الأنثى.. رسائل إلى ابنتي المنتظرة» (رسائل تربوية)، 2010[8]
- «عودة الأنسنة في الفلسفة والأدب والسياسة» (دراسة فلسفية)، 2011[9]
- «آفاق فلسفية» (دراسة)، 2012[10]
- «المقدس والسؤال الفلسفي» (مناظرة فكرية – مشترك)، 2013[11]
- «ابن الإنسان» (رواية)، 2013[12]
- «فلسفة الدين: الفلسفة والوعي الديني»، 2016[13]